# 福興 (清朝)
福興（穆麟德轉寫：fuhing；1816年—1878年），字田生，号綏庭，穆尔察氏，满洲正白旗人，都统穆克登布之曾孙。清朝軍事將領。

## 生平
道光年间福興以一品荫生授三等侍卫。从侍卫、都司、副将擢至总兵。咸丰二年（1852年）镇压广东凌十八起义，八月初一（1852年9月14日），由广东高州镇总兵官升任廣西提督。咸丰二年十二月初四（1853年1月12日），革职。从向荣追击太平军至南京，在广西、湖南、江宁、安徽、江西诸省镇压太平军，署江宁将军。咸丰六年（1856年）授西安将军，帮办江南大营向荣军务。江南大营溃没后，革职留任，向荣死后，以与张国樑不和，调赴江西作战，会办江西军务，防堵太平军于赣、浙之间。后以伤重被召回京，赐号“刚安巴图鲁”。咸丰十一年（1861年）署镶红旗汉军都统。同治三年，正黃旗漢軍都統，管理神机营事務。同治四年（1865年），统带神机营兵驰赴蓟州隆福寺防护，剿捕马贼，赐紫禁城騎馬；跟随文祥赴奉天、吉林镇压“马贼”，捕杀首领马傻仔，署盛京将军。同治五年，授察哈尔都统，转任绥远城将军。两年后因为伤口发作辞官，光绪四年（1878年）卒（又载光绪十三年（1887年）卒），谥庄悫。光緒十五年，在廣東高州府羅定州城建立專祠。光緒十六年，在浙江衢州府建立專祠。《清史稿·列传二百四》卷417有传。其子四川盐茶道耆安为父作《福庄悫公兴行状》。

## 家族
- 始祖佛訥亨。正白旗“佛訥亨，綏分地方人。其孫希薩納原任協領，布庫理原任驍騎校。曾孫和密原任鳴贊，雅蘭泰現任藍翎侍衛”（载《八旗滿洲氏族通譜》卷43）。
- 世祖穆爾察氏。
- 太高祖西薩納（希薩納），原任協領。
- 高祖雅倫泰（雅蘭泰），藍翎侍衛。
- 曾祖正蓝旗蒙古都统、理藩院尚书勇肅公穆克登布。妻愛新覺羅氏。
- 祖父蘇勒法。妻里佳氏。胞兄蘇普棟阿，其女穆爾察氏分别嫁：
  - 鳳凰城守尉、正蓝旗宗室奕輝（奕煇）（父追封怡親王綿標，祖父怡恭親王永琅，曾祖怡僖親王弘曉）。其子御史宗室載堉。
  - 正蓝旗宗室奕湍（父宗室瑞綿，祖父宗室肅英額，曾祖宗室弘旺，高祖廉親王允禩即康熙帝第八子）。
  - 正蓝旗宗室奕順（父宗室綿仲，祖父不入八分輔國公永琨，曾祖和恭親王弘晝即雍正帝第五子）。
  - 正白旗宗室慶韶（父宗室雙和，祖父宗室烏爾興阿，曾祖西安將軍宗室恆瑞，高祖吉林将军薩喇善，先祖韬塞即皇太极第十子）。
- 父鍾科。母瓜爾佳氏。
- 胞姊穆爾察氏，嫁正白旗滿洲、道光己酉科舉人佟佳氏英奎（父道光二十年（1840年）庚子科進士椿壽）。
- 嫡妻那佳氏，继妻蘇完瓜爾佳氏（父正黃旗滿洲、乾清門頭等侍衛博多洪武），继妻方佳氏（父正黃旗漢軍、候選通判粤德）。
- 子耆安（字介臣，号静生；母蘇完瓜爾佳氏），陕西道御史、四川盐茶道，为其父作《福庄悫公兴行状》。嫡妻李氏（父内务府正白旗汉军、道光庚子乡试附榜、四川金堂县知县李希鄴（字衣山），祖父内务府营造司郎中、内务府正白旗护军统领李恩廣（又李恩紀），伯祖父嘉庆十三年（1808年）戊辰科翰林李恩绎、道光十三年（1833年）癸巳科翰林李恩庆；胞姊李氏，原配嫁正蓝旗汉军、光緒二年（1876年）丙子恩科进士胡俊章）。继妻楊佳氏（胞兄鑲白旗漢軍、咸豐九年（1859年）己未科進士恩榮，父吏部主事滿玉；胞姊杨氏，嫁鑲白旗漢軍潘恩增，其子光緒己丑進士士魁）。
  - 孙儿鐵寶（母李氏）。妻喜他拉氏（父正白旗滿洲、刑部主事裕昆）。
  - 孙女穆爾察氏，嫁镶红旗奉恩輔國公溥葵（父奉恩鎮國公載遷，祖父貝子奕緒，曾祖貝勒綿懿，高祖成哲親王永瑆即乾隆帝第十一子）。
- 子耆彬（母蘇完瓜爾佳氏），甘肃鎮迪道、宁夏道，光绪九年（1883年）撰《贺兰山界碑记》。妻愛新覺羅氏（父镶红旗貝子奕緒，祖父貝勒綿懿，曾祖成哲親王永瑆即乾隆帝第十一子）。孙女穆爾察氏，嫁正红旗宗室立方（父广州将军宗室壽蔭，祖父二等侍衛班領、城守尉宗室桂徹，先祖巽簡親王滿達海）。
- 子耆年（母侧室李氏）。妻愛新覺羅氏（父道光十八年（1838年）戊戌科進士、正蓝旗宗室文恭公靈桂）。